# 起義廣場

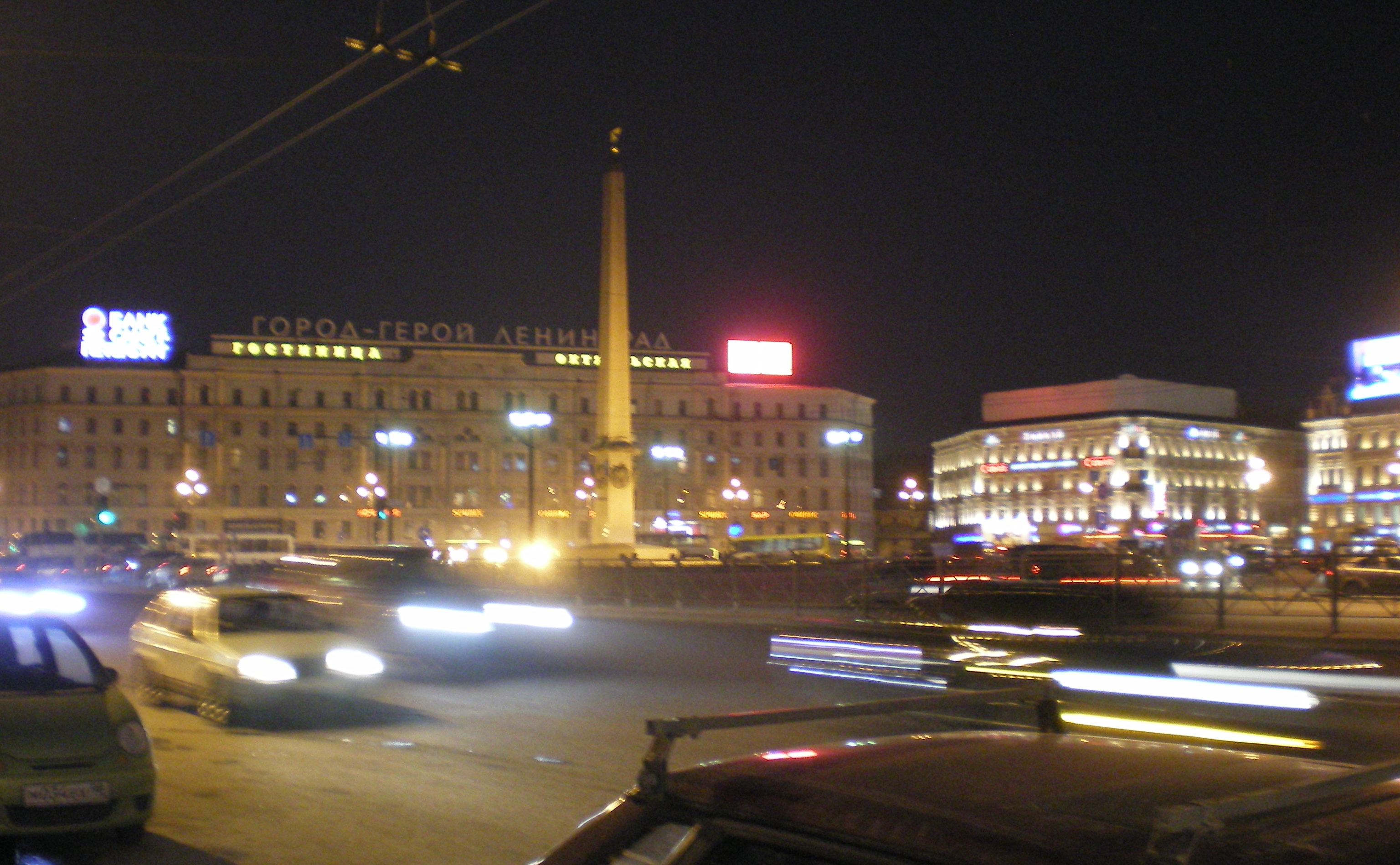
廣場夜色，後為十月酒店

起義廣場（俄语：Пло́щадь Восста́ния），是俄羅斯第二大城市聖彼得堡的一個廣場，位於涅瓦大街、利戈夫斯基大街等四條街道的交界處、莫斯科站前。
二月革命前以廣場上的徵兆教堂名為徵兆廣場。十月革命後易名，因為這裡是昔日遊行示威的地方。1940年教堂被拆除，以興建地鐵。
廣場的圓環原有亞歷山大三世的塑像，1937年被移走，取而代之的是紀念蘇聯紅軍戰勝納粹德國四十周年的方尖碑。
59°56′N 30°22′E / 59.93°N 30.36°E